# Herbert Kreißel
Herbert Kreißel (* 22. Januar 1931) ist ein ehemaliger deutscher Fußballspieler. Er bestritt für die BSG Empor Lauter ein DDR-Oberliga-Spiel und wurde als Stürmer eingesetzt.

## Karriere
In der Spielzeit 1953/54 kam er zu seinem einzigen Einsatz in der DDR-Oberliga. Am 20. September 1953 wurde er von Trainer Erich Blanke beim 1:1-Unentschieden gegen die BSG Stahl Thale in der Startformation aufgeboten.